# Амрахов, Али Ага Гаджимамед оглы
Али Ага Гаджимамед оглы Амрахов (азерб. Əliağa Hacıməmməd oğlu Əmrahov, каз. Әли Аға Әмірахов; род. 10 мая 1907, Джеватский уезд — ?) — советский казахский и азербайджанский табаковод, бригадир полеводческой бригады Алма-Атинского табаководческого совхоза Министерства пищевой промышленности СССР, Илийский район Алма-Атинской области, Казахская ССР. Герой Социалистического Труда (1949).

## Биография
Родился 10 мая 1907 года в селе Холкарабуджак Джеватского уезда Бакинской губернии (ныне — в Нефтечалинском районе Азербайджана).
В 1934—1974 годах — рабочий, счетовод, бригадир, агроном

 Алма-Атинского табаководческого совхоза Министерства пищевой промышленности СССР, приёмщик-выборщик Астрахан-Базарского районного отдела треста «Азертабак», заведующий амбаром Масаллинского пункта приёма табака.
В 1948 году полеводческая бригада Али Ага Амрахова собрала в среднем с каждого гектара по 28,43 центнера табака сорта «Трапезонд» на участке площадью в 17 гектаров. Указом Президиума Верховного Совета СССР от 6 мая 1949 года удостоен звания Героя Социалистического Труда «за получение высоких урожаев табака при выполнении совхозом плана сдачи государству сельскохозяйственных продуктов в 1948 году и обеспеченности семенами всех культур в размере полной потребности для весеннего посева 1949 года» с вручением ордена Ленина и золотой медали «Серп и Молот».
Этим же указом звания Героя Социалистического Труда были удостоены директор совхоза Пётр Фёдорович Томаровский, старший агроном Анатолий Яковлевич Бриккель, бригадир Сатар Амрахов, звеньевые Деспина Георгиевна Андрияди, Имамат Велиметова, Елена Яковлевна Ловчинова и Мария Дмитриевна Суслина.
Активно участвовал в общественной жизни Азербайджана. Член КПСС с 1956 года.
С 1974 года — пенсионер союзного значения.